# Lutetia

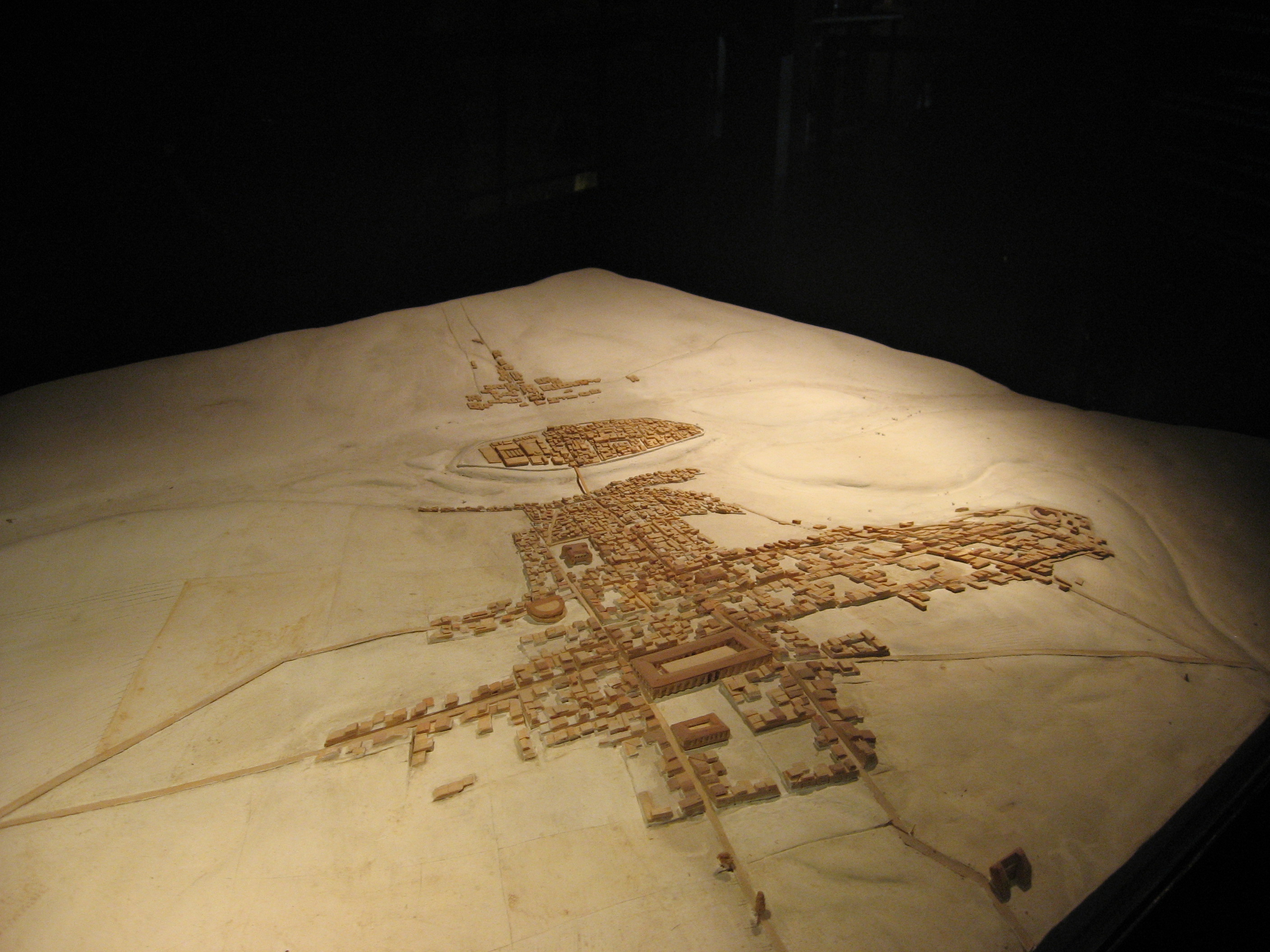
Reconstructie van Lutetia

Lutetia (ook bekend als Lutetia Parisiorum of Lucotecia of het Franse Lutèce) was een Romeinse stad in Gallië. Lutetia vormde de basis voor de huidige Franse hoofdstad Parijs.

## Keltische oorsprong
Lutetia werd gesticht bij de samenvloeiing van de Seine en de veel kleinere Bièvre, op het eiland midden in de Seine en de linkeroever daarvan. Dat komt overeen met het huidige Île de la Cité en het Quartier Latin in het centrum van het huidige Parijs. De versterkte Keltische nederzetting fungeerde als hoofdstad van de Parisii, een Gallische stam die zich in de 3e eeuw v.Chr. in het gebied vestigde.
De naam Lutetia werd voor het eerst door Julius Caesar genoemd in zijn Commentarii de bello Gallico (VII 57-58). Men denkt dat de naam Lutetia is afgeleid van het Keltische woord voor moeras, waarmee men dan naar de moerassige omgeving van Lutetia verwees.

## Romeinse periode

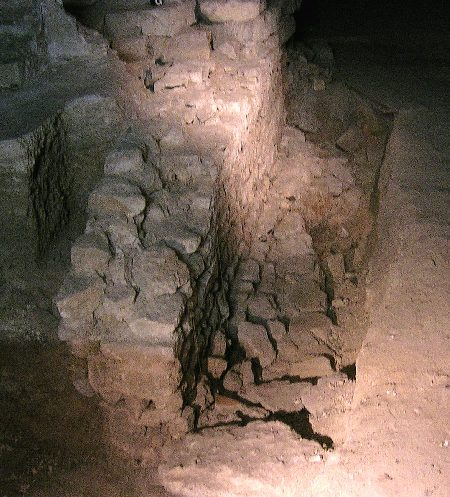
Antieke kade op het Île de la Cité

De nederzetting werd door de Romeinse Republiek in 52 v.Chr. ingenomen tijdens de verovering van Gallië door Caesar. Aangezien de nederzetting strategisch gelegen was (het beheerste de rivierhandel in beide richtingen) was het al bij de Romeinse inname vrij welvarend.
Nog in hetzelfde jaar steunden de Parisii de opstand van Vercingetorix tegen de Romeinen en Caesar. Volgens Romeinse bronnen stuurden zij 8000 manschappen. Camulogenus, een generaal van Vercingetorix, nam de manschappen onder zijn hoede en had zijn basis op de Mons Lutetius (waar nu het Panthéon ligt). De Romeinen versloegen de rebellen nabij Melun en veroverden Lutetia opnieuw.
Onder Romeins gezag werd Lutetia geromaniseerd en groeide de nederzetting uit tot een kleine stad, met een geschatte bevolking van 8000 inwoners. De stad kreeg een theater en thermen. Van de thermen is nog een deel bewaard gebleven, dat zich momenteel achter het Musée de Cluny bevindt (5e arrondissement). Ook van het theater, de Arena van Lutetia, zijn nog resten te zien (Rue des Arènes). De stad was echter van geen politieke betekenis: Gallia Lugdunensis, waarin Lutetia lag, had Lugdunum, het huidige Lyon, als hoofdstad. Toen die provincie gesplitst werd, kwam Lutetia in Lugdunensis Senona terecht, maar werd Agedincum (het huidige Sens, Yonne) de hoofdstad.
In de 3e eeuw werd de stad gekerstend, toen Sint Denijs of Dionysius naar de stad kwam en de eerste bisschop werd. Hij kreeg er echter te maken met christenvervolgingen en werd rond het jaar 250 door de Romeinse autoriteiten samen met twee vrienden onthoofd op de Mons Mercurius. De heuvel werd in Mons Martyrum herdoopt (de heuvel van de martelaars), het huidige Montmartre.
In 212 kreeg de stad haar huidige naam Parijs, die afgeleid was van de Gallische stam, de Parisii, die in het gebied woonde. De naam werd al eeuwen gebruikt als genitief pluralis (Lutetia Parisiorum). Rond diezelfde tijd werd de Romeinse stad op de linkeroever van de Seine steeds meer verlaten en concentreerde de bevolking zich op het eiland in de Seine, dat nieuwe versterkingen kreeg.

## Bron
- Richard Stilwell e.a, The Princeton Encyclopedia of Classical Sites, Lutetia Parisiorum

- Virtual International Authority File: 144016681